# Grote Markt (tramstation)
Station Grote Markt is een van de twee ondergrondse stations in de Haagse tramtunnel onder de Grote Marktstraat, bij het plein de Grote Markt. Het station werd geopend op 16 oktober 2004.
In de houten perronvloeren van station Grote Markt is een mozaïek opgenomen dat een oude stadsplattegrond van Den Haag weergeeft. In glazen putten in dit deel van het perron worden archeologische voorwerpen tentoongesteld, die werden gevonden tijdens de bouw van de tramtunnel. De half verdiepte hoofdingang van station Grote Markt komt rechtstreeks uit op het gelijknamige plein.
Voor het verkeer door de tramtunnel in zuidelijke richting is station Grote Markt de tweede halte na het Centraal Station. Op station Grote Markt stoppen RandstadRail 3, 4, 34 en tramlijn 2 en 6. Op de bushalte boven het station op straatniveau stoppen de buslijnen 25 en 51.

## Foto's

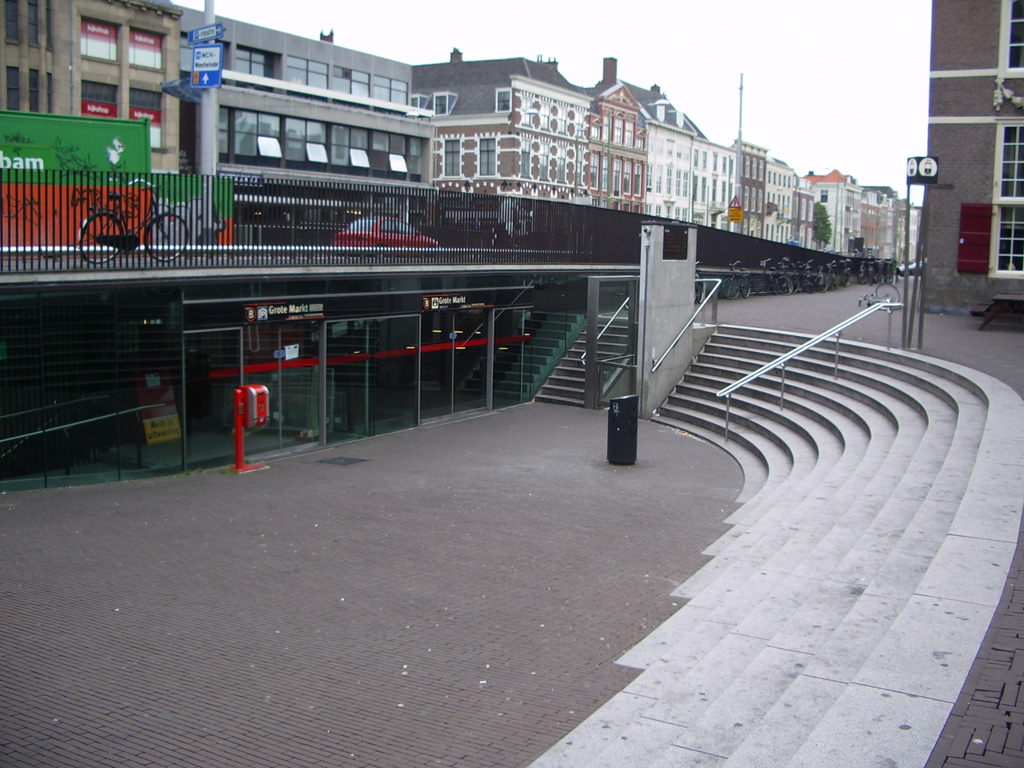
De halfverdiepte ingang aan de Grote Markt
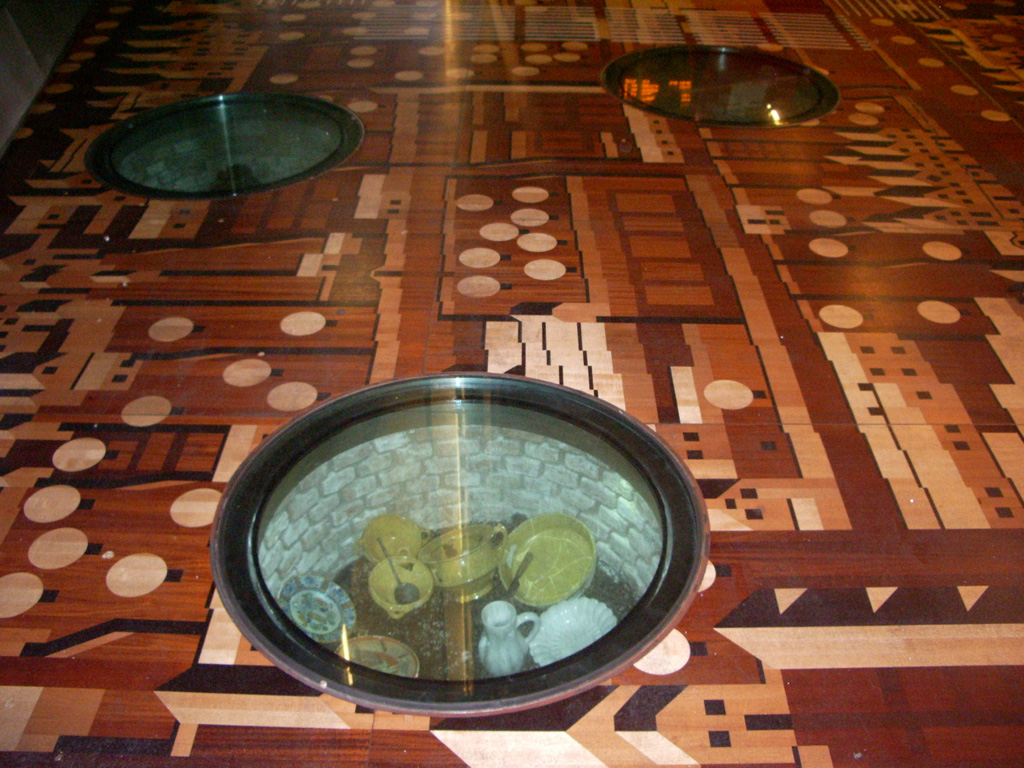
Bodemvondsten van de bouw van de tramtunnel

Arnold Spoelplein ·
Pisuissestraat ·
Mozartlaan ·
Heliotrooplaan ·
Muurbloemweg ·
Hoefbladlaan ·
De Savornin Lohmanplein ·
Appelstraat ·
Zonnebloemstraat ·
Azaleaplein ·
Goudenregenstraat ·
Fahrenheitstraat ·
Valkenbosplein ·
Conradkade ·
Van Speijkstraat ·
Elandstraat ·
HMC Westeinde ·
Brouwersgracht ·
Grote Markt ·
Spui ·
Centraal Station (NS) ·
Beatrixkwartier ·
Laan van NOI (NS) ·
Voorburg 't Loo ·
Leidschendam-Voorburg ·
Forepark ·
Leidschenveen ·
Voorweg Laag ·
Centrum-West ·
Stadhuis ·
Palenstein ·
Seghwaert ·
Leidsewallen ·
De Leyens ·
Buytenwegh ·
Voorweg Hoog ·
Meerzicht ·
Driemanspolder (NS) ·
Delftsewallen ·
Dorp ·
Centrum-West
De Uithof · 
Beresteinlaan ·
Bouwlustlaan ·
De Rade ·
Dedemsvaartweg ·
Zuidwoldepad ·
Leyenburg ·
Monnickendamplein ·
Tienhovenselaan ·
Dierenselaan ·
De la Reyweg ·
Monstersestraat ·
HMC Westeinde ·
Brouwersgracht ·
Grote Markt ·
Spui ·
Centraal Station (NS) ·
Beatrixkwartier ·
Laan van NOI (NS) ·
Voorburg 't Loo ·
Leidschendam-Voorburg ·
Forepark ·
Leidschenveen ·
Voorweg Laag ·
Centrum-West ·
Stadhuis ·
Palenstein ·
Seghwaert ·
Willem Dreeslaan ·
Oosterheem ·
Javalaan ·
Van Tuyllpark ·
Lansingerland-Zoetermeer (NS)